# Secretaría de Planificación y Programación de la Presidencia de la República de Guatemala
La Secretaría de Planificación y Programación de la Presidencia (SEGEPLAN) es el órgano guatemalteco de planificación del Estado y de apoyo a las atribuciones de la Presidencia de la República. Anteriormente se llamó Secretaría General del Consejo Nacional de Planificación Económica pero se estableció como una Secretaría bajo la Presidencia de la República por el Decreto. n.º 114-97 del Congreso de la República de Guatemala, Ley del Organismo Ejecutivo. 

## Funciones
Tiene las siguientes funciones:
a) Coadyuvar a la formulación de la política general del Gobierno y evaluar su ejecución.
b) Diseñar, coordinar, monitorear y evaluar el Sistema Nacional de Proyectos de Inversión Pública y el Sistema Nacional de Financiamiento a la pre-inversión.
c) Integrar y armonizar los anteproyectos de planes sectoriales recibidos de los ministerios y otras entidades estatales con los anteproyectos remitidos por los consejos de desarrollo regionales y departamentales.
d) Elaborar conjuntamente con el Ministerio de Finanzas Públicas los procedimientos más adecuados para lograr la coordinación y la armonización de los planes y proyectos anuales y multianuales del sector público con los correspondientes presupuestos anuales y multianuales.
e) Preparar conjuntamente con el Ministerio de Finanzas Públicas, de acuerdo con la política general del Gobierno y en consulta con los demás ministerios de Estado, el anteproyecto de presupuesto de inversión anual y multianual.
f) Dar seguimiento a la ejecución del presupuesto de inversión e informar al Presidente de la República, individualmente o en Consejo de Ministros, sobre los resultados alcanzados, debiendo proponer las rectificaciones que estime necesarias.
g) Formular, para conocimiento y aprobación del Presidente de la República y en consulta con los Ministerios de Estado, las entidades estatales correspondientes y otros Organismos del sector público, las políticas y programas de cooperación internacional, así como priorizar, gestionar, negociar, administrar y contratar, por delegación de la autoridad competente, la cooperación financiera no reembolsable proveniente de organismos internacionales y gobiernos extranjeros que le sea otorgada para la realización de proyectos de interés común y coordinar su ejecución.
h) Coordinar el proceso de planificación y programación de inversión pública a nivel sectorial y público y territorial.
i) Formular, para conocimiento y aprobación del Presidente, la política de pre-inversión, y promover la creación de los mecanismos financieros que funcionen de forma descentralizada para el efecto.
j) Crear y administrar el banco de becas que ofrece la comunidad internacional.
k) Llevar a efecto las tareas que le sean confiadas por el presidente y vicepresidente de la República.
l) Elaborar y proponer al Presidente de la República, para su aprobación, el proyecto de reglamento orgánico interno de la Secretaría a su cargo, en el que se han de establecer la estructura, organización y responsabilidades de sus dependencias, conforme a esta ley.
m) Realizar las funciones y atribuciones que la Constitución Política de la República atribuye al Órgano de Planificación del Estado y las que al mismo o a la Secretaría General de Consejo Nacional de Planificación Económica atribuyan otras leyes.
Para ser Secretario de Planificación y Programación de la Presidencia se requieren los mismos requisitos que se exigen para ser Ministro y gozará del derecho de antejuicio en la misma forma.